# أوليفر توريس
أوليفر توريس (بالإسبانية: Oliver Torres؛ مواليد 10 نوفمبر 1994) لاعب كرة قدم إسباني يلعب حاليًا مع نادي إشبيلية الإسباني كلاعب وسط.

## المسيرة الاحترافية
انضم أوليفر إلى أتلتيكو مدريد في صيف 2008 وهو بعمر 13 عامًا. أمضى أربعة أعوام يتدرب في فرق الناشئين إلى أن رقّاه دييغو سيميوني إلى الفريق الأول.
في أبريل 2012، اُستدعي أوليفر ليكون في تشكيلة الفريق في مباراة في الدوري ضد ريال بيتيس. يوم 20 أغسطس، في أولى مباريات موسم 2012–13، لعب أوليفر أول مباراة له مع الأتلتي وذلك في مباراة ضد ليفانتي دخل فيها في الدقيقة الرابعة والستين كبديل لزميله أدريان لوبيز وانتهت المباراة بنتيجة هدفٍ لمثله.

## الإحصائيات
| النادي        | الموسم        | الدوري    | الدوري  | الكأس     | الكأس   | كأس الدوري | كأس الدوري | أوروبا    | أوروبا  | المجموع   | المجموع |
| النادي        | الموسم        | المباريات | الأهداف | المباريات | الأهداف | المباريات  | الأهداف    | المباريات | الأهداف | المباريات | الأهداف |
| ------------- | ------------- | --------- | ------- | --------- | ------- | ---------- | ---------- | --------- | ------- | --------- | ------- |
| أتلتيكو مدريد | 2012–13       | 8         | 0       | 2         | 0       | -          | -          | 0         | 0       | 10        | 0       |
| أتلتيكو مدريد | 2013–14       | 7         | 1       | 3         | 0       | -          | -          | 4         | 0       | 14        | 1       |
| أتلتيكو مدريد | 2015–16       | 18        | 0       | 5         | 0       | -          | -          | 7         | 1       | 30        | 1       |
| أتلتيكو مدريد | المجموع       | 33        | 1       | 10        | 0       | 0          | 0          | 11        | 1       | 54        | 2       |
| فياريال       | 2013–14       | 9         | 0       | 0         | 0       | -          | -          | 0         | 0       | 9         | 0       |
| فياريال       | المجموع       | 9         | 0       | 0         | 0       | 0          | 0          | 0         | 0       | 9         | 0       |
| بورتو (إعارة) | 2014–15       | 26        | 7       | 1         | 0       | 3          | 0          | 10        | 0       | 40        | 7       |
| بورتو (إعارة) | المجموع       | 26        | 7       | 1         | 0       | 3          | 0          | 10        | 0       | 40        | 7       |
| المجموع العام | المجموع العام | 68        | 8       | 11        | 0       | 3          | 0          | 21        | 1       | 103       | 9       |

## روابط خارجية
- أوليفر توريس على موقع الاتحاد الدولي (مؤرشف)  (الإنجليزية)
- أوليفر توريس على موقع الاتحاد الأوربي (الإنجليزية)
- أوليفر توريس على موقع إي إس بي إن إف سي (الإنجليزية)
- أوليفر توريس على موقع قاعدة بيانات كرة القدم.إي يو (الإنجليزية)
- أوليفر توريس على موقع Soccerbase.com (لاعب) (الإنجليزية)
- أوليفر توريس على موقع Soccerway.com (الإنجليزية)
- أوليفر توريس على موقع عالم كرة القدم.نت (الإنجليزية)
- أوليفر توريس على موقع AS.com (الإسبانية)